# Wanquan
Wanquan (en chino, 万全; pinyin, Wànquán) es un distrito urbano bajo la administración directa de la Prefectura Zhangjiakou  en la Provincia de Hebei, República Popular China.  Su área es de  km² y su población total para 2010 superó los  mil habitantes. 

## Administración
Desde julio de 2023, el  Distrito Wanquan   se divide en 11 pueblos que se administran en 4 subdistritos y 7   poblados.

## Toponimia
El topónimo Wanquan [/Uán-chuán/] significa ' totalmente protegido'. Durante la dinastía Ming (1393), para resistir la invasión de los remanentes de los mongoles y fortalecer la defensa militar, se establecieron las Guarniciones izquierda y derecha de Wanquan. Este nombre surgió porque la zona se apoya de la Gran Muralla por la retaguardia, el río Yang por el frente, a la izquierda la barrera natural de Juyong (actual paso de Juyongguan) y a la derecha la fortaleza de Yunzhong (actual Datong). Construir una ciudad aquí era, sin duda, la estrategia perfecta (万全之策 Wànquánzhīcè), de ahí el nombre Wanquan.